# Žofia Lachová
Žofia Lachová (ur. 1907, zm. 1979) – słowacka działaczka na rzecz polskich uchodźców i kurierów w czasie II wojny światowej.   
W jej domu w Popradzie na Słowacji ukrywała wraz z mężem Jozefem Lachem polskich uchodźców i kurierów. Była zaangażowana w opiekę nad ukrywającymi się Polakami w jej własnym domu. De facto ona organizowała schronienie, w którym Polacy mogli się pożywić, odpocząć oraz przygotować się do dalszej drogi, natomiast jej mąż zajmował się transportem Polaków przez granicę. To także ona była w głównej mierze odpowiedzialna za bezpieczeństwo tych, którzy zatrzymywali się w ich domu. Między innymi i jej mogą dużo zawdzięczać członkowie rodziny kuriera Józefa Krzeptowskiego, którzy w momencie zagrożenia aresztowaniem, zostali ukryci w domu Lachów w Popradzie na kilka miesięcy. Z czasem Polacy zaczęli nazywać to miejsce „hotelem dla kurierów”. Obsługiwany przez małżonków szlak przerzutowy do Polski działał niemal do końca wojny.
Jej gościnność została opisana w książce „Śladami tatrzańskich kurierów” Alfonsa Filara. 
W 2021 pośmiertnie odznaczona przez prezydenta Andrzeja Dudę Medalem Virtus et Fraternitas. 